# Ermend-Bonnal
Pour les articles homonymes, voir Bonnal.
Joseph-Ermend Bonnal, plus connu sous le nom d'Ermend-Bonnal, né à Bordeaux le 1er juillet 1880 – mort à Bordeaux le 14 août 1944, est un organiste, pianiste et compositeur français . Il a aussi été auteur de mélodies et de pièces de ragtime sous le pseudonyme de Guy Marylis.

## Biographie
Élève de Bériot, Taudoux et Guilmant au Conservatoire de Paris, il travaille la composition et l'improvisation avec Charles Tournemire. Il remporte un 1er Prix d'orgue en 1904.
D'abord suppléant de Tournemire à Ste-Clotilde et Widor à St-Sulpice, il est nommé titulaire du grand orgue de Saint-Médard, et maître de chapelle à Boulogne-sur-Seine.
Ermend-Bonnal est nommé directeur du conservatoire de Bayonne, où il fonde les « Concerts Rameaux » et est alors aussi chef d'orchestre. Titulaire de l'orgue de l'église Saint-André de Bayonne de 1930 à 1940, il fait restaurer le remarquable instrument de Wenner (1863) et le fait légèrement modifier par Victor Gonzalez en 1933.

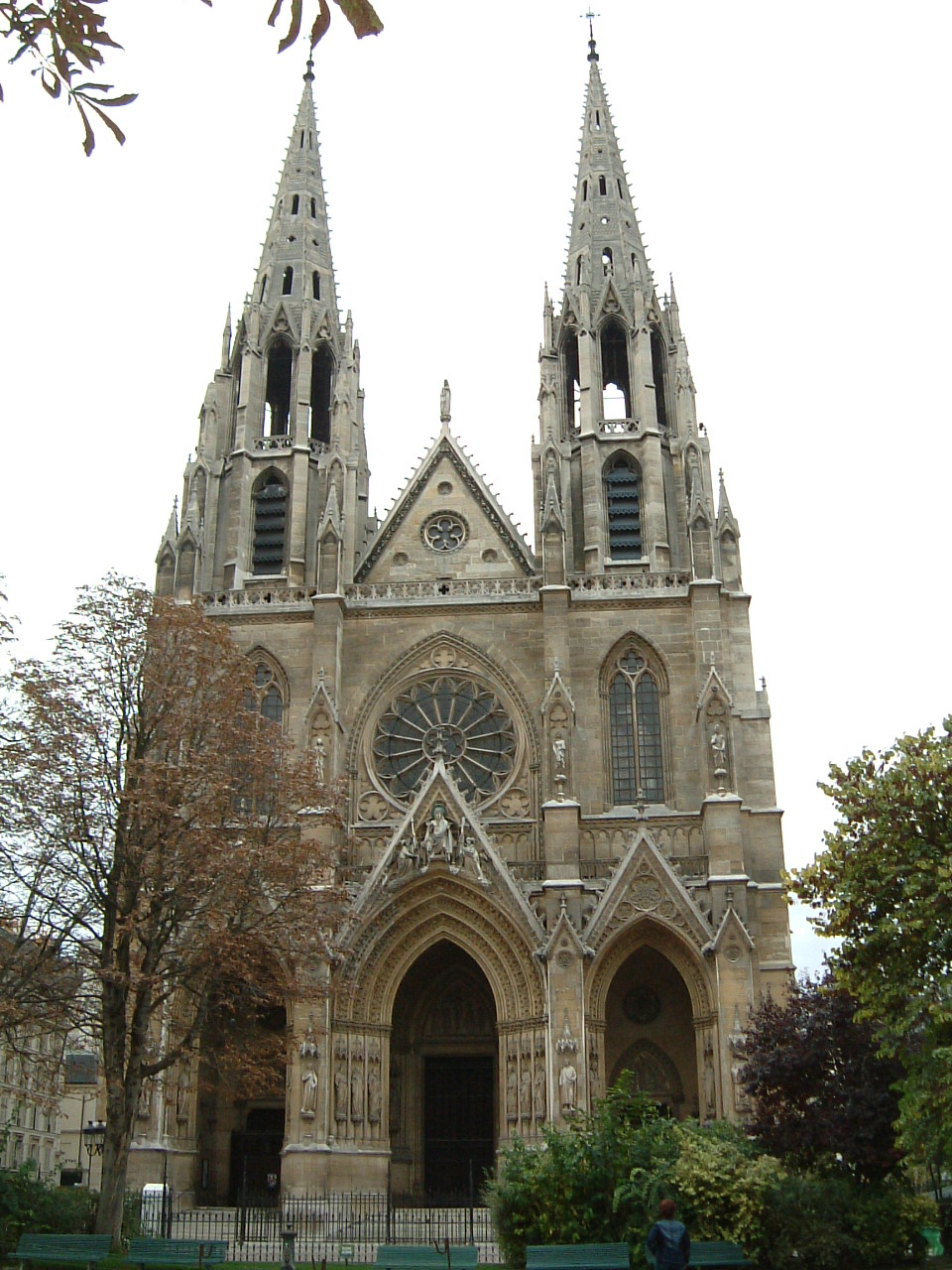
Basilique Sainte-Clotilde de Paris

Il termine sa carrière comme successeur de Tournemire au prestigieux grand orgue Cavaillé-Coll de la basilique Sainte-Clotilde de Paris, et comme Inspecteur général de l'enseignement musical.
Outre ses œuvres d'orgue, qui n'ont jamais quitté les programmes des organistes (en particulier les trois Paysages euskariens en 1930 et la Symphonie sur le répons de la Septuagésime "Media Vita" de 1932), on lui doit un psaume hébraïque Adon Olam pour chœur et orgue (prix international de la Grande Synagogue Emmanuel de San Francisco), de la musique de chambre, en particulier deux quatuors à cordes (1929 et 1938), de très nombreuses mélodies, des trios pour voix de femmes, des harmonisations de chansons populaires, un poème symphonique (Tombeau d'Argentina), un poème lyrique sur un livret de Francis Jammes (Poèmes Franciscains de 1926), un ballet basque, une symphonie avec chœur.

## Catalogue d'œuvres[3]
- 1898, Petite rhapsodie sur un thème breton, pour orgue
- 1899, Le rossignol, pour voix et piano.
- 1899-1903, Sonate pour violon et piano, dédicacée à Thérèse Humbert-Daurignac (inachevée).
- 1899, IIe esquisse, pour piano, dédicacée à son Altesse Royale Monseigneur le prince Guy de Lusignan.
- 1902, Nuit pâle, pour voix et piano.
- 1903, Vaine prière, pour voix et piano.
- 1899, Esquisse, pour piano
- 1904, Paysage landais, pour orgue.
- 1904 (opus 16, no 2), Complainte douce, mélodie sur un poème de V. Claudius Jacquet, dédicacée à Mme Mellot-Joubert.
- 1905 (opus 17), Reflets solaires, pour orgue.
- 1905, Laudate Dominum, pour choeur mixte (SATB) et orgue.
- 1906 (entre 1906 et 1944), Ballade provençale, pour chœur, ad libitum, soliste, piano, dédicacée à André Balbon [attaché à l'Opéra-Comique].
- 1906 (opus 16, no 3), Le fiancée, mélodie sur un poème d'Émile Despax, dédicacé à Mme Cléricy du Collet.
- 1907 (opus 23), Improvisations, pour violon et piano, dédicacées à son père [conducteur] [violon] [alto]
- 1907 (opus 25, no 1), Le chêne gaulois, sur un poème de Stéphen, chansonLiégeard, dédicacé Georges Petit de la Gaîté Lyrique.
- 1908, Prière et choral (instumental), dédicacés à Samuel Rousseau, créés à Lausanne en 1936 (existe pour orgue solo).
- 1909 (opus 28), La sago kaj la canto (la flèche et la chanson), sur un poème espéranto de A. Grabowski, « kanto por una voco kaj pianoforto » , pour voix et piano, dédicacées à Paul Deslaurier.
- 1909 (opus 29), Petit poème, pour alto, violon et piano, dédicacé à Marcel Chailly et Philippe Jungersen [conducteur] [violon]
- 1910, Flaïolet, sur un texte du 13e siècle, pour voix accompagnement de flûte ad libitum.
- 1910, Pour mes petits amis, pour piano.
- 1910 (opus 33), Légende, pour violon et piano.
- 1910 (août), La pluie tombe, pour harpe, dédicacé à Paulette Marly.
- 1903, Colinette, « petite romance », pour piano, morceau facile en grosses notes, dédicacée à Colette Roudanez.
- 1913, Jacqueline, petite valse pour piano, dédicacée à Jacque Charbonnez.
- 1913, J'ai cassé ma poupée, pour piano facile en grosses notes.
- 1913, La mazurka du crabe, pour piano.
- 1913, Petit menuet, pour piano.
- 1913, Toto sait danser, pour piano.
- 1916, Sur le lac triste, pour violon et piano.
- 1918, Noël landais, pour orgue.
- 1919-1922, Soir aux Abatilles, pour piano, dédicacé à Blanche Selva.
- 1920, Roland, ouverture héroïque pour orchestre, dédicacée à Francis Salabert.
- 1921, Menuet triste, « en marge de Verlaine », pour piano, dédicacé à sa sœur Marthe.
- 1921 (?), Menuet triste, pour flûte et et cordes : 1 flûte, 6 premiers violons, 5 seconds violons, 3 altos, 3 violoncelles, 2 contrebasses.
- 1921, Noël désuet, pour piano, dédicacé à son ami, F. de la Tombelle.
- 1921 (août, Bayone), Quand les pins chanteront, pour voix et piano, dédicacé à sa femme, Hélène Bonnal.
- 1922, À la manière de, pour piano, dédicacé à Lucie Deslaurier.
- 1922, Pour bercer Nicole, « sur le rythme classique », pour piano, dédicacé à sa chère nièce Nicole.
- 1923, L'amour, sur un poème d'Émile Despaz, pour chœur à deux voix et orchestre.
- 1926, L'étoile du soir, sur un poème d'Alfred de Musset, pour choeur féminin et orchestre (existe réduction pour piano).
- 1924-1927, Chansons d'Agnoutine [12], sur des poèmes de Loys Labéque, avec un Poème-préface de Francis Jammes, Illustrations de R. & G. Chevenot, pour voix et piano. 1. La chanson d'Agnoutine, 2., Notre-Dame de Buglose (dédicacée à Mme René d'Avezac de Castéra), 3. Ronde de la bergeronnette (dédicacée à sa fille Édith), 4. Pélerin, ô gué, 5. Où allez-vous, mes songes ? (Noël, Bayonne, 1926) , 6. Sous les pins (dédicacé à Mme Paul Chevenot), 7. Berceuse marine (dédicacée à Mlle Mady Galtier), 8. Chanson d'aventure, 9. Complainte de saint Vincent de Paul (dédicacée à Georges Périé), 10. Chanson de l'alouette (dédicacée à la Comtesse Christian Delbée), 11. Chanson de la tour (dédicacée à Madame Yvette Guilbert), 12. Cantique de joie (dédicacé à Mme Francis Jammes).
- 1927, premier quatuor.
- 1928, Les carillons de Buglose, pour piano. Pièces composées pour le carillon de la basilique Notre-Dame de Buglose, créées en 1928 par le compositeur : Pour un matin de printemps ; En pensant à Clément Marot ; Pour la Toussaint et le Jour des morts ; Un Noël du temps des échasses [transcription pour piano par le compositeur].
- 1929, Adon Olam,prière hébraïque pour basse solo, choeur, orgue et orchestre.
- 1930-1931, Paysages euskariens, pour orgue : 1. La vallée de Béhorléguy au matin, 2. Le berger d'Ahusky, 3. Cloches dans le Ciel.
- 1930, Poèmes franciscains, oratorio sur un texte de Francis Jammes en 19 parties.
- 1930, Chant nuptial, pour voix et piano.
- 1930, Noël pyrénéen, pour piano, dédicacé à sa nièce Colette Baudin.
- 1931, Je m'en vais jusqu'au marché, sur un thème populaire basque, pour 4 voix masculines a cappella.
- 1932 (Amentcha, mai), Symphonie d'après « Media Vita », symphonie pour orgue, dédicacée « Au cher André Fleury en lui disant mon désir de connaître son triptyque et en lui redisant mon amitié ».
- 1933, Il était un enfançon, chanson landaise, à quatre voix mixtes, sur un poème de Loys Labèque. Chant seul.
- 1930-1931, 4 chansons populaires basques, à 4 voix (harmonisations) : Réunit : Lurraren pian (Désespoir d'amour) ; Inchauspeko (La jeune couturière) ; Ithurrira goizean (A la fontaine); Jeiki! Jeiki! (Appel aux armes).
- 1934, trio à cordes, dédicacé au Trio Pasquier.
- 1934, Complainte pour l'enfant rêveur, pour piano, dédicacée à son fils Francis.
- 1934, (Saint-Jean-le-Vieux), Madalena gure patroina, Madeleine notre patronne, cantique basque, paroles basques de l'abbé Pierre Amestoy, adaptation française de Mme de Castéras.
- 1934, Monsieur le sénéchal, pour piano, dédicacé à son fils Jean.
- 1936, Hymne au vin, pour chœur.
- 1936, Chansons de l'aube et du soir, sur des textes de Claude Chantal et Loys Labèque, pour voix et piano : Le vieux pommier, Fleurs des dunes, Les premiers pas, Le retour, Mon coeur est content, Complainte Sur les clochers.
- 1936-1937, 3 Noëls, pour solistes et chœur mixte.
- 1936, Suite basque, pour orchestre, : 1. Passe-rue à Bayonne, 2. Aïtatchi (l'Aïeul), 3. Partie à Chistera en Guipuzcoa, 4. Le char basque, 5. Jeunes filles à la fontaine, 6. Danseurs et Txixularis. 2 petites flûtes, flûte, 2 hautbois, cor anglais, petite clarinette, 2 clarinettes, clarinette basse, 2 bassons, contre-basson, 4 cors, 3 trompettes, 3 trombones, tuba, 3 timbales, triangle, tambour, tambour de basque, castagnettes, claquette, cymbales, grosse caisse, cloches, harpe, jeu de timbres, xylophone, quintette à cordes, dédicacée au marquis d'Headfort.
- 1936, Danse du verre, pour piano (d'après la 5e partie de la suite basque pour orchestre).
- 1937 (27 juillet), Bosphore, pour violoncelle et piano.
- 1937 (novembre), Trois noëls pour chœur féminin ou chœur mixte, soli, et piano, sur des poèmes du xvie siècle1. Cantique de Noël, en tambourin, 2. Noël nouvelet.
- 1937, Laissez paistre vos bestes, pastoureaux, pour choeur de femmes, et piano, sur un poème du xvie siècle.
- 1938, La cloche qui pleure et la cloche qui rit, pour piano., dédicacé à sa fille Agathe (Mayette) et à son fils Bertrand.
- 1938, La petite sabotière, pour piano.
- 1938, Itxas eta mendi (mer et montagne), pour piano.
- 1938, 7 chœurs ou trios, sur des textes de F. Eon et  A. Spire.
- 1938, deuxième quatuor.
- 1938, Ma mère était une paysanne, chanson sur un texte de Loys Labèque, pour voix et piano
- 1938 (21 juillet), Ave Verum, pour chœur, dédicacé au Chanoine Aurat.
- 1940, Sujetak dira Kamboho, chanson basque (adaptation française de Mme de Castera).
- 1944, Adios ene maïtea (Adieu ma bien aimée), chanson basque harmonisée à 4 voix mixtes.
- 1944, Au pays des chansons, pour choeur à 2 ou 3 voix avec accompagnement facultatif de piano ou d'orchestre, sur des paroles de Jean Labourd.
- 1944, Ave Imperator, pour chœur.
- 1944, Maritchu-Maritchou, pour chœur à 4 voix.
- s.d., Ballet basque, pour orchestre.
- sd., Fantaisie landaise, pour piano et orchestre.
- s.d., Première symphonie avec voix.
- s.d., Deuxième symphonie.
- s.d., Le tombeau d'Argentina, pour orchestre.
- s.d. (opus 30), For my little friends, pour mes petits amis 6 pièces faciles pour piano : Il était une fois ; La chasse du prince charmant ; Conseils de poupée ; Menuet de l'éléphant ; Cendrillonnette ; Le bon petit garçon.
- s.d. (après 1918), Après la tourmente, romance, pour violon et piano ou orgue, dédicacé à la reine lisabeth de Bel
- s.d., Au pays des pommiers innombrables, pour hautbois et piano.
- s.d., Berceuse pour mon petit Bertrand, pour piano.
- s.d., Chanson triste, pour voix et orchestre, dédicacé à sa femme.
- s.d., Gavotte, pour violon et violoncelle.
- s.d., Madrigal en dialogue, pour 2 violons et orchestre.
- s.d., O quam suavis est, pour choeur mixte (SATB) a cappella.
- s.d., O salutaris, pour choeur à 3 voix (STB), dédicacé à l'Abbé Pinsolles.
- s.d., Petit dialogue, pour flûte et violon, dédicacé à Régine et Elie d'Elbée.
- s.d., La poupée qui a désobéi à sa maman ! pour piano à 4 mains.
- s.d., Verbum supernum, chœur mixte a cappella (SATB).
- s.d., 3 Ave Maria, pour soprano ou ténor, violon et orgue.
- s.d., 3 Tantum ergo,pour choeur mixte (SATB) et orgue.